# François Félix Tisserand

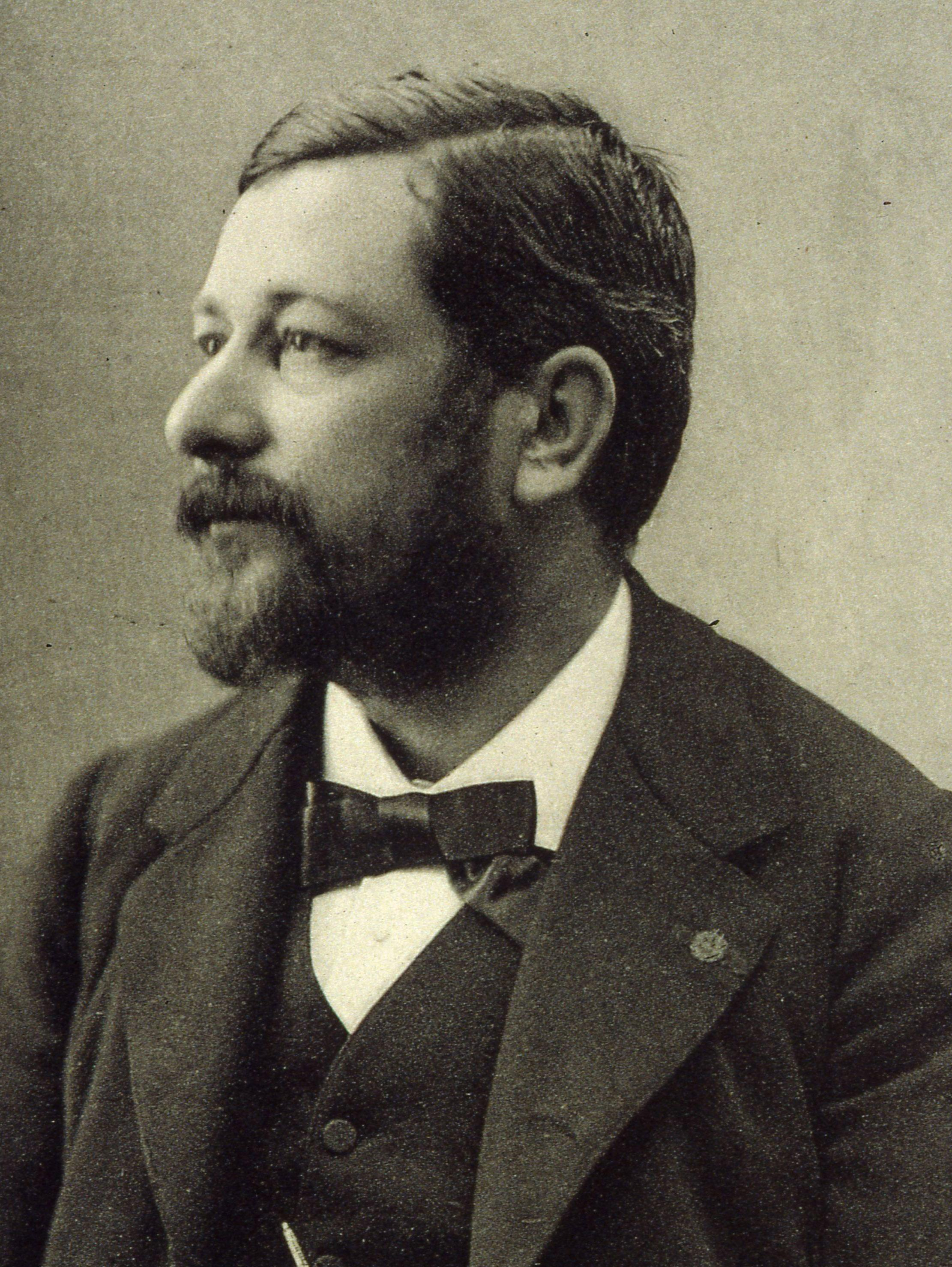
François Félix Tisserand

François Félix Tisserand (1845–1896) – francuski astronom. Autor prac z zakresu mechaniki nieba. Był profesorem francuskiej Sorbony oraz uniwersytetu w Tuluzie. Pełnił funkcję dyrektora obserwatorium astronomicznego w Tuluzie i Obserwatorium Paryskiego. Był członkiem Francuskiej Akademii Nauk oraz Królewskiej Holenderskiej Akademii Sztuk i Nauk.